# تصفيات كأس العالم 2006 (أمريكا الجنوبية)
تصفيات أمريكا الجنوبية المؤهلة إلى بطولة كأس العالم لكرة القدم 2006 في ألمانيا أقيمت من سبتمبر 2003 إلى أكتوبر 2005 حيث تم وضع المنتخبات العشرة في مجموعة واحدة ولعبوا بنظام الدوري الكامل . المنتخبات التي ستحتل المراكز الأربع الأولى ستتأهل إلى بطولة كأس العالم بينما سيخوض صاحب المركز الخامس الملحف القاري في مواجهة بطل تصفيات أوقيانوسيا .

## الترتيب النهائي
| المركز | المنتخب    | المباريات | الفوز | التعادل | الخسارة | له | عليه | الفارق | النقاط |
| ------ | ---------- | --------- | ----- | ------- | ------- | -- | ---- | ------ | ------ |
| 1      | البرازيل   | 18        | 9     | 7       | 2       | 35 | 17   | +18    | 34     |
| 2      | الأرجنتين  | 18        | 10    | 4       | 4       | 29 | 17   | +12    | 34     |
| 3      | الإكوادور  | 18        | 8     | 4       | 6       | 23 | 19   | +4     | 28     |
| 4      | باراغواي   | 18        | 8     | 4       | 6       | 23 | 23   | 0      | 28     |
| 5      | الأوروغواي | 18        | 6     | 7       | 5       | 23 | 28   | −5     | 25     |
| 6      | كولومبيا   | 18        | 6     | 6       | 6       | 24 | 16   | +8     | 24     |
| 7      | تشيلي      | 18        | 5     | 7       | 6       | 18 | 22   | −4     | 22     |
| 8      | بيرو       | 18        | 4     | 6       | 8       | 20 | 28   | −8     | 18     |
| 9      | فنزويلا    | 18        | 5     | 3       | 10      | 20 | 28   | −8     | 18     |
| 10     | بوليفيا    | 18        | 4     | 2       | 12      | 20 | 37   | −17    | 14     |

- تأهلت منتخبات البرازيل ، الأرجنتين ، الإكوادور ، والباراغواي إلى بطولة كأس العالم .
- تأهل منتخب الأوروغواي إلى الملحق القاري .

## النتائج

### الجولة الأولى
| الأرجنتين                           | 2 – 2     | تشيلي                                      |
| ----------------------------------- | --------- | ------------------------------------------ |
| كيلي غونزاليس 32' · بابلو إيمار 36' | (التقرير) | ميلوفان ميروسيفيتش 60' · رينالدو نافيا 77' |

| الإكوادور                                | 2 – 0     | فنزويلا |
| ---------------------------------------- | --------- | ------- |
| جيوفاني إسبينوزا 5' · كارلوس تينوريو 72' | (التقرير) |         |

| بيرو                                                                            | 4 – 1     | باراغواي          |
| ------------------------------------------------------------------------------- | --------- | ----------------- |
| نولبيرتو سولانو 34' · أندريس ميندوزا 42' · خورخي سوتو 83' · جيفيرسون فارفان 90' | (التقرير) | كارلوس غامارا 24' |

| الأوروغواي                                                                        | 5 – 0     | بوليفيا |
| --------------------------------------------------------------------------------- | --------- | ------- |
| دييغو فورلان 17' · خافيير شيفانتون 40' 61' · نيلسون أبيخون 83' · كارلوس بوينو 88' | (التقرير) |         |

| كولومبيا            | 1 – 2     | البرازيل               |
| ------------------- | --------- | ---------------------- |
| خوان بابلو أنخل 38' | (التقرير) | رونالدو 22' · كاكا 61' |

### الجولة الثانية
| فنزويلا | 0 – 3     | الأرجنتين                                             |
| ------- | --------- | ----------------------------------------------------- |
|         | (التقرير) | بابلو إيمار 7' · هرنان كريسبو 25' · سيزار ديلغادو 32' |

| تشيلي                                      | 2 – 1     | بيرو               |
| ------------------------------------------ | --------- | ------------------ |
| ماوريسيو بينيا 35' · أرتورو نورامبوينا 70' | (التقرير) | أندريس ميندوزا 57' |

| بوليفيا                                                            | 4 – 0     | كولومبيا |
| ------------------------------------------------------------------ | --------- | -------- |
| خوليو سيزار بالديفييزو 11' (ركلة جزاء) · خواكين بوتيرو 27' 49' 59' | (التقرير) |          |

| باراغواي                                               | 4 – 1     | الأوروغواي          |
| ------------------------------------------------------ | --------- | ------------------- |
| خوسيه كاردوزو 26' 58' 72' · كارلوس هومبرتو باريديس 53' | (التقرير) | خافيير شيفانتون 24' |

| البرازيل       | 1 – 0     | الإكوادور |
| -------------- | --------- | --------- |
| رونالدينهو 13' | (التقرير) |           |

### الجولة الثالثة
| الأوروغواي                              | 2 – 1     | تشيلي                |
| --------------------------------------- | --------- | -------------------- |
| خافيير شيفانتون 31' · أدريان روميرو 49' | (التقرير) | رودريغو ميلينديز 21' |

| كولومبيا | 0 – 1     | فنزويلا        |
| -------- | --------- | -------------- |
|          | (التقرير) | خوان أرانغو 9' |

| باراغواي                                | 2 – 1     | الإكوادور         |
| --------------------------------------- | --------- | ----------------- |
| روكي سانتا كروز 29' · خوسيه كاردوزو 75' | (التقرير) | إيدسون مينديز 58' |

| الأرجنتين                                                  | 3 – 0     | بوليفيا |
| ---------------------------------------------------------- | --------- | ------- |
| أندريس داليساندرو 56' · هرنان كريسبو 61' · بابلو إيمار 63' | (التقرير) |         |

| بيرو                | 1 – 1     | البرازيل    |
| ------------------- | --------- | ----------- |
| نولبيرتو سولانو 50' | (التقرير) | ريفالدو 20' |

### الجولة الرابعة
| فنزويلا                               | 2 – 1     | بوليفيا           |
| ------------------------------------- | --------- | ----------------- |
| خوسيه مانويل ري 90' · خوان أرانغو 92' | (التقرير) | خواكين بوتيرو 60' |

| تشيلي | 0 – 1     | باراغواي                   |
| ----- | --------- | -------------------------- |
|       | (التقرير) | كارلوس هومبرتو باريديس 30' |

| الإكوادور | 0 – 0     | بيرو |
| --------- | --------- | ---- |
|           | (التقرير) |      |

| كولومبيا            | 1 – 1     | الأرجنتين        |
| ------------------- | --------- | ---------------- |
| خوان بابلو أنخل 47' | (التقرير) | هرنان كريسبو 27' |

| البرازيل                   | 3 – 3     | الأوروغواي                                         |
| -------------------------- | --------- | -------------------------------------------------- |
| كاكا 20' · رونالدو 28' 87' | (التقرير) | دييغو فورلان 57' 76' · جلبرتو سيلفا 78' (هدف عكسي) |

### الجولة الخامسة
| بوليفيا | 0 – 2     | تشيلي                                   |
| ------- | --------- | --------------------------------------- |
|         | (التقرير) | مويسيس فيلارويل 37' · مارك غونزاليس 59' |

| الأرجنتين        | 1 – 0     | الإكوادور |
| ---------------- | --------- | --------- |
| هرنان كريسبو 60' | (التقرير) |           |

| الأوروغواي | 0 – 3     | فنزويلا                                                     |
| ---------- | --------- | ----------------------------------------------------------- |
|            | (التقرير) | غبريال أوردانيتا 19' · هكتور غونزاليس 67' · خوان أرانغو 77' |

| بيرو | 0 – 2     | كولومبيا                                |
| ---- | --------- | --------------------------------------- |
|      | (التقرير) | فريدي غريساليس 30' · فرانكي أوفييدو 42' |

| باراغواي | 0 – 0     | البرازيل |
| -------- | --------- | -------- |
|          | (التقرير) |          |

### الجولة السادسة
| بوليفيا                             | 2 – 1     | باراغواي          |
| ----------------------------------- | --------- | ----------------- |
| لويس كريستالدو 8' · روجر سواريز 72' | (التقرير) | خوسيه كاردوزو 33' |

| فنزويلا | 0 – 1     | تشيلي              |
| ------- | --------- | ------------------ |
|         | (التقرير) | ماوريسيو بينيا 83' |

| الأوروغواي       | 1 – 3     | بيرو                                                           |
| ---------------- | --------- | -------------------------------------------------------------- |
| دييغو فورلان 72' | (التقرير) | نولبيرتو سولانو 13' · كلاوديو بيزارو 18' · جيفيرسون فارفان 61' |

| الإكوادور                               | 2 – 1     | كولومبيا           |
| --------------------------------------- | --------- | ------------------ |
| أوغستين ديلغادو 3' · فرانكلين سالاس 66' | (التقرير) | فرانكي أوفييدو 57' |

| البرازيل                                                  | 3 – 1     | الأرجنتين            |
| --------------------------------------------------------- | --------- | -------------------- |
| رونالدو 16' (ركلة جزاء) 67' (ركلة جزاء) 90+6' (ركلة جزاء) | (التقرير) | خوان بابلو سورين 79' |

### الجولة السابعة
| الإكوادور                                                               | 3 – 2     | بوليفيا                                         |
| ----------------------------------------------------------------------- | --------- | ----------------------------------------------- |
| هيرمان سوليز 27' (بالخطأ) · أوغستين ديلغادو 32' · أوليسس دي لا كروز 38' | (التقرير) | ليمبيرغ جوتيريز 57' · خوسيه ألفريدو كاستيلو 74' |

| بيرو | 0 – 0     | فنزويلا |
| ---- | --------- | ------- |
|      | (التقرير) |         |

| الأرجنتين | 0 – 0     | باراغواي |
| --------- | --------- | -------- |
|           | (التقرير) |          |

| كولومبيا                                                                          | 5 – 0     | الأوروغواي |
| --------------------------------------------------------------------------------- | --------- | ---------- |
| فيكتور باتشيكو 17' 31' · تريسور مورينو 20' · جون ريستريبو 81' · سيرجيو هيريرا 86' | (التقرير) |            |

| تشيلي                         | 1 – 1     | البرازيل         |
| ----------------------------- | --------- | ---------------- |
| رينالدو نافيا 89' (ركلة جزاء) | (التقرير) | لويس فابيانو 16' |

### الجولة الثامنة
| بيرو           | 1 – 3     | الأرجنتين                                                         |
| -------------- | --------- | ----------------------------------------------------------------- |
| خورخي سوتو 62' | (التقرير) | ماورو روزاليس 14' · فابريسيو كولوتشيني 66' · خوان بابلو سورين 92' |

| الأوروغواي       | 1 – 0     | الإكوادور |
| ---------------- | --------- | --------- |
| كارلوس بوينو 57' | (التقرير) |           |

| البرازيل                                              | 3 – 1     | بوليفيا            |
| ----------------------------------------------------- | --------- | ------------------ |
| رونالدو 1' · رونالدينهو 12' (ركلة جزاء) · أدريانو 44' | (التقرير) | لويس كريستالدو 48' |

| باراغواي          | 1 – 0     | فنزويلا |
| ----------------- | --------- | ------- |
| كارلوس غامارا 52' | (التقرير) |         |

| تشيلي | 0 – 0     | كولومبيا |
| ----- | --------- | -------- |
|       | (التقرير) |          |

### الجولة التاسعة
| الأرجنتين                                                         | 4 – 2     | الأوروغواي                                              |
| ----------------------------------------------------------------- | --------- | ------------------------------------------------------- |
| لوتشو غونزاليز 6' · لوتشيانو فيغويروا 32' 54' · خافيير زانيتي 44' | (التقرير) | كريستيان رودريغيز 63' · خافيير شيفانتون 86' (ركلة جزاء) |

| بوليفيا           | 1 – 0     | بيرو |
| ----------------- | --------- | ---- |
| خواكين بوتيرو 56' | (التقرير) |      |

| كولومبيا           | 1 – 1     | باراغواي          |
| ------------------ | --------- | ----------------- |
| فريدي غريساليس 17' | (التقرير) | دييغو غافيلان 77' |

| فنزويلا              | 2 – 5     | البرازيل                                    |
| -------------------- | --------- | ------------------------------------------- |
| روبيرث موران 79' 90' | (التقرير) | كاكا 5' 34' · رونالدو 48' 50' · أدريانو 75' |

| الإكوادور                            | 2 – 0     | تشيلي |
| ------------------------------------ | --------- | ----- |
| إيفان كافيدس 49' · إيدسون مينديز 64' | (التقرير) |       |

### الجولة العاشرة
| بوليفيا | 0 – 0     | الأوروغواي |
| ------- | --------- | ---------- |
|         | (التقرير) |            |

| باراغواي                   | 1 – 1     | بيرو                |
| -------------------------- | --------- | ------------------- |
| كارلوس هومبرتو باريديس 13' | (التقرير) | نولبيرتو سولانو 74' |

| تشيلي | 0 – 0     | الأرجنتين |
| ----- | --------- | --------- |
|       | (التقرير) |           |

| البرازيل | 0 – 0     | كولومبيا |
| -------- | --------- | -------- |
|          | (التقرير) |          |

| فنزويلا                                                 | 3 – 1     | الإكوادور                    |
| ------------------------------------------------------- | --------- | ---------------------------- |
| غبريال أوردانيتا 20' (ركلة جزاء) · روبيرث موران 72' 80' | (التقرير) | مارلون أيوفي 41' (ركلة جزاء) |

### الجولة الحادية عشر
| الإكوادور         | 1 – 0     | البرازيل |
| ----------------- | --------- | -------- |
| إيدسون مينديز 77' | (التقرير) |          |

| كولومبيا       | 1 – 0     | بوليفيا |
| -------------- | --------- | ------- |
| ماريو يبيس 18' | (التقرير) |         |

| بيرو                                         | 2 – 1     | تشيلي                  |
| -------------------------------------------- | --------- | ---------------------- |
| جيفيرسون فارفان 56' · خوسيه باولو غيريرو 85' | (التقرير) | سيباستيان غونزاليز 91' |

| الأوروغواي        | 1 – 0     | باراغواي |
| ----------------- | --------- | -------- |
| باولو مونتيرو 78' | (التقرير) |          |

| الأرجنتين                                                                  | 3 – 2     | فنزويلا                             |
| -------------------------------------------------------------------------- | --------- | ----------------------------------- |
| خوسيه مانويل ري 3' (بالخطأ) · خوان رومان ريكيلمي 46+' · خافيير سافيولا 65' | (التقرير) | روبيرث موران 31' · ليونيل فيلما 72' |

### الجولة الثانية عشر
| بوليفيا                   | 1 – 2     | الأرجنتين                                  |
| ------------------------- | --------- | ------------------------------------------ |
| خوسيه ألفريدو كاستيلو 49' | (التقرير) | لوتشيانو فيغويروا 57' · لوسيانو غاليتي 63' |

| فنزويلا | 0 – 0     | كولومبيا |
| ------- | --------- | -------- |
|         | (التقرير) |          |

| تشيلي                  | 1 – 1     | الأوروغواي      |
| ---------------------- | --------- | --------------- |
| ميلوفان ميروسيفيتش 47' | (التقرير) | ماريو ريغيرو 4' |

| البرازيل | 1 – 0     | بيرو |
| -------- | --------- | ---- |
| كاكا 74' | (التقرير) |      |

| الإكوادور                                                                    | 5 – 2     | باراغواي                                             |
| ---------------------------------------------------------------------------- | --------- | ---------------------------------------------------- |
| لويس فالنسيا 32' 49' · إيدسون مينديز 47+' 47' · مارلون أيوفي 77' (ركلة جزاء) | (التقرير) | خوسيه كاردوزو 10' (ركلة جزاء) · سالفادور كاباناس 14' |

### الجولة الثالثة عشر
| بوليفيا                                                                       | 3 – 1     | فنزويلا                 |
| ----------------------------------------------------------------------------- | --------- | ----------------------- |
| أليخاندرو سيتشيرو 2' (بالخطأ) · خوسيه ألفريدو كاستيلو 25' · جوسيليتو فاكا 84' | (التقرير) | جيانكارلو مالدونادو 71' |

| باراغواي                                 | 2 – 1     | تشيلي              |
| ---------------------------------------- | --------- | ------------------ |
| غوستافو مورينيغو 37' · خوسيه كاردوزو 59' | (التقرير) | ماوريسيو بينيا 72' |

| الأرجنتين        | 1 – 0     | كولومبيا |
| ---------------- | --------- | -------- |
| هرنان كريسبو 65' | (التقرير) |          |

| بيرو                                        | 2 – 2     | الإكوادور                               |
| ------------------------------------------- | --------- | --------------------------------------- |
| خوسيه باولو غيريرو 1' · جيفيرسون فارفان 58' | (التقرير) | أوليسس دي لا كروز 4' · لويس فالنسيا 45' |

| الأوروغواي       | 1 – 1     | البرازيل    |
| ---------------- | --------- | ----------- |
| دييغو فورلان 48' | (التقرير) | إيمرسون 67' |

### الجولة الرابعة عشر
| كولومبيا                                                                                          | 5 – 0     | بيرو |
| ------------------------------------------------------------------------------------------------- | --------- | ---- |
| لويس جابرييل ري 29' · إلكين سوتو 55' · خوان بابلو أنخل 58' · جون ريستريبو 75' · إديكسون بيريا 78' | (التقرير) |      |

| الإكوادور                               | 2 – 0     | الأرجنتين |
| --------------------------------------- | --------- | --------- |
| كريستيان لارا 53' · أوغستين ديلغادو 89' | (التقرير) |           |

| فنزويلا                 | 1 – 1     | الأوروغواي      |
| ----------------------- | --------- | --------------- |
| جيانكارلو مالدونادو 74' | (التقرير) | دييغو فورلان 2' |

| تشيلي                                    | 3 – 1     | بوليفيا                               |
| ---------------------------------------- | --------- | ------------------------------------- |
| لويس فوينتيس 8' 34' · مارتشيلو سالاس 66' | (التقرير) | خوسيه ألفريدو كاستيلو 83' (ركلة جزاء) |

| البرازيل                                                                 | 4 – 1     | باراغواي            |
| ------------------------------------------------------------------------ | --------- | ------------------- |
| رونالدينهو 32' (ركلة جزاء) 41' (ركلة جزاء) · زي روبرتو 70' · روبينهو 82' | (التقرير) | روكي سانتا كروز 72' |

### الجولة الخامسة عشر
| بيرو | 0 – 0     | الأوروغواي |
| ---- | --------- | ---------- |
|      | (التقرير) |            |

| كولومبيا                                 | 3 – 0     | الإكوادور |
| ---------------------------------------- | --------- | --------- |
| تريسور مورينو 5' 9' · مارتين أرزواغا 70' | (التقرير) |           |

| تشيلي                | 2 – 1     | فنزويلا          |
| -------------------- | --------- | ---------------- |
| لويس خيمينيز 31' 60' | (التقرير) | روبيرث موران 82' |

| باراغواي                                                                                    | 4 – 1     | بوليفيا             |
| ------------------------------------------------------------------------------------------- | --------- | ------------------- |
| كارلوس غامارا 17' · روكي سانتا كروز 46+' · خوليو سيزار كاسيريس 54' · خورخي مارتين نونيز 68' | (التقرير) | غونزالو غاليندو 30' |

| الأرجنتين                                    | 3 – 1     | البرازيل          |
| -------------------------------------------- | --------- | ----------------- |
| هرنان كريسبو 3' 40' · خوان رومان ريكيلمي 18' | (التقرير) | روبرتو كارلوس 71' |

### الجولة السادسة عشر
| بوليفيا       | 1 – 2     | الإكوادور              |
| ------------- | --------- | ---------------------- |
| دويل فاكا 41' | (التقرير) | أوغستين ديلغادو 8' 49' |

| باراغواي            | 1 – 0     | الأرجنتين |
| ------------------- | --------- | --------- |
| روكي سانتا كروز 14' | (التقرير) |           |

| فنزويلا                                                            | 4 – 1     | بيرو                |
| ------------------------------------------------------------------ | --------- | ------------------- |
| جيانكارلو مالدونادو 17' · خوان أرانغو 68' · خوسيه توريالبا 73' 79' | (التقرير) | جيفيرسون فارفان 63' |

| البرازيل                                     | 5 – 0     | تشيلي |
| -------------------------------------------- | --------- | ----- |
| جوان 11' · روبينهو 21' · أدريانو 27' 29' 92' | (التقرير) |       |

| الأوروغواي                  | 3 – 2     | كولومبيا                             |
| --------------------------- | --------- | ------------------------------------ |
| مارسيلو زالايتا 42' 51' 86' | (التقرير) | إلكين سوتو 79' · خوان بابلو أنخل 82' |

### الجولة السابعة عشر
| الإكوادور | 0 – 0     | الأوروغواي |
| --------- | --------- | ---------- |
|           | (التقرير) |            |

| كولومبيا            | 1 – 1     | تشيلي                       |
| ------------------- | --------- | --------------------------- |
| لويس جابرييل ري 24' | (التقرير) | ريكاردو فرانسيسكو روخاس 64' |

| فنزويلا | 0 – 1     | باراغواي          |
| ------- | --------- | ----------------- |
|         | (التقرير) | نيلسون فالديز 64' |

| بوليفيا                   | 1 – 1     | البرازيل                |
| ------------------------- | --------- | ----------------------- |
| خوسيه ألفريدو كاستيلو 49' | (التقرير) | جونينهو برنامبوكانو 25' |

| الأرجنتين                                                        | 2 – 0     | بيرو |
| ---------------------------------------------------------------- | --------- | ---- |
| خوان رومان ريكيلمي 81' (ركلة جزاء) · لويس غوادالوبي 90' (بالخطأ) | (التقرير) |      |

### الجولة الثامنة عشر
| بيرو                                                                | 4 – 1     | بوليفيا             |
| ------------------------------------------------------------------- | --------- | ------------------- |
| جوستافو فاسالو 11' · سانتياغو أكاسيتي 38' · جيفيرسون فارفان 45' 82' | (التقرير) | ليمبيرغ جوتيريز 66' |

| باراغواي | 0 – 1     | كولومبيا           |
| -------- | --------- | ------------------ |
|          | (التقرير) | لويس جابرييل ري 7' |

| البرازيل                                      | 3 – 0     | فنزويلا |
| --------------------------------------------- | --------- | ------- |
| أدريانو 28' · رونالدو 51' · روبرتو كارلوس 61' | (التقرير) |         |

| تشيلي | 0 – 0     | الإكوادور |
| ----- | --------- | --------- |
|       | (التقرير) |           |

| الأوروغواي        | 1 – 0     | الأرجنتين |
| ----------------- | --------- | --------- |
| ألفارو ريكوبا 46' | (التقرير) |           |

## الملحق القاري
| الفريق الأول | إجم.         | الفريق الثاني | مباراة الذهاب | مباراة الإياب |
| ------------ | ------------ | ------------- | ------------- | ------------- |
| الأوروغواي   | 1–1 (2–4 ج.) | أستراليا      | 1–0           | 0–1 (ب.و.إ.)  |